# Хильдесхайм
Хи́льдесхайм (иногда Гильдесгейм; нем. Hildesheim, н.-нем. Hilmessen) — город в Германии, центр одноимённого района Хильдесхайм земли Нижняя Саксония. Расположен в 25 километрах юго-восточнее Ганновера. Население — около 100 тыс. жителей. Известен с IX века.

## История
В начале IX века, в 815 году, было основано епископство Хильдесхайм. В течение нескольких столетий городом управляло духовенство, прежде чем была построена ратуша и граждане получили некоторое влияние на управление. В 1300 году епископ вынужден был поделиться властью с горожанами, разрешив им иметь собственное городское право и собственную печать.
Протестантская Реформация победила в городе в 1542 году благодаря деятельности соратника Мартина Лютера Иоганна Бугенхагена.
Хильдесхаймское княжество-епископство было секуляризовано в ходе «Медиатизации» в 1803 году и стало светским княжеством. До 1807 года город и княжество находились под управлением Пруссии, а затем перешли в созданное Наполеоном Королевство Вестфалия. Тогда Хильдесхейм стал центром подпрефектуры в Дистрикте Хильдесхейм Департамента Окер (фр. Département de l’Ocker).
После Наполеоновских войн в 1813 году Хильдесхайм вошёл в состав Королевства Ганновер, а в 1823 году стал центром образованного округа Хильдесхейм. После Австро-прусской войны 1866 года вместе с Королевством Ганновер Хильдесхайм был аннексирован Пруссией и стал областным городом Провинции Ганновер.
Хильдесхайм был сильно повреждён во время Второй мировой войны в результате воздушных налётов в 1945 году, особенно 22 марта 1945 года. Центр города, который до этого сохранял характер Средневековья, просто прекратил своё существование. После войны он перестраивался в совершенно разных стилях. К счастью, большинство крупных церквей, две из них в настоящее время всемирное наследие ЮНЕСКО, были восстановлены вскоре после войны.
В 1980 году началась реконструкция исторического центра. Некоторые из старых зданий вокруг главной площади были снесены и заменены копиями подлинных построек.

## Население
| Год             | Численность |
| --------------- | ----------- |
| 1270            | 5000        |
| 1400            | 6000        |
| 1450            | 8000        |
| 1500            | 9000        |
| 1648            | 5500        |
| 1803            | 11 108      |
| 1817            | 11 585      |
| 1825            | 12 630      |
| 3 декабря 1849¹ | 14 651      |
| 3 декабря 1855¹ | 15 923      |
| 3 декабря 1858¹ | 16 300      |
| 3 декабря 1861¹ | 17 100      |
| 3 декабря 1864¹ | 17 988      |
| 3 декабря 1867¹ | 19 580      |
| 1 декабря 1871¹ | 20 801      |

| Год             | Численность |
| --------------- | ----------- |
| 1 декабря 1875¹ | 22 581      |
| 1 декабря 1880¹ | 25 900      |
| 1 декабря 1885¹ | 29 386      |
| 1 декабря 1890¹ | 33 481      |
| 2 декабря 1895¹ | 38 977      |
| 1 декабря 1900¹ | 42 973      |
| 1 декабря 1905¹ | 47 061      |
| 1 декабря 1910¹ | 50 239      |
| 1 декабря 1916¹ | 47 364      |
| 5 декабря 1917¹ | 46 164      |
| 8 октября 1919¹ | 53 499      |
| 16 июня 1925¹   | 58 181      |
| 16 июня 1933¹   | 62 519      |
| 17 мая 1939¹    | 72 495      |
| 31 декабря 1945 | 58 982      |

| Год               | Численность |
| ----------------- | ----------- |
| 29 октября 1946¹  | 58 973      |
| 13 сентября 1950¹ | 72 292      |
| 25 сентября 1956¹ | 84 695      |
| 6 июня 1961¹      | 96 341      |
| 31 декабря 1965   | 99 001      |
| 27 мая 1970¹      | 93 800      |
| 31 декабря 1975   | 105 290     |
| 31 декабря 1980   | 102 619     |
| 31 декабря 1985   | 100 864     |
| 25 мая 1987¹      | 103 449     |
| 31 декабря 1990   | 105 291     |
| 31 декабря 1995   | 106 101     |
| 31 декабря 2000   | 103 909     |
| 30 сентября 2005  | 102 654     |

¹ данные переписи

## Достопримечательности
- Хильдесхаймский собор (нем. Dom St. Maria), средневековый католический собор, построен между 1010 и 1020 годами, в XI, XII и XIV столетиях подлежал реконструкции и расширению, после воздушных налётов в 1945 восстанавливался с 1950 по 1960 год. С 1985 года входит в список культурного наследия ЮНЕСКО.
- Церковь Св. Михаила (нем. Michaeliskirche), построенная в начале второго тысячелетия в романском стиле, с 1985 года входит в список культурного наследия ЮНЕСКО.
- Соборный музей (нем. Dom-Museum), в котором находится большая коллекция религиозного искусства.
- Музей Рёмера и Пелицеуса (нем. Roemer- und Pelizaeus-Museum), является результатом объединения Музея Рёмера, основанного в 1844 году, и Музея Пелицеуса, основанного в 1911 году. В музее хранится одна из наиболее значительных европейских коллекций древнеегипетского и древнеперуанского искусства. Коллекция китайского фарфора этого музея занимает по своим размерам второе место в Европе.

Другие достопримечательности включают театр, оперетту, мюзиклы, драму, балет.

## События
- Джазовый фестиваль (нем. Jazz-Festival), проходит на Пятидесятницу, ежегодно в мае или июне.
- M'era Luna Festival — крупнейший музыкальный фестиваль Германии, проводится ежегодно во вторые выходные дни августа.

Церковь святого Михаила была заложена в 1010 году (11 век)

## Культура и образование
- Университет Хильдесхайма (нем. Universität Hildesheim), основан в 1978 году. Его основные факультеты — социальные и информационные науки. В университете зарегистрировано около 5 тыс. человек. Инновации в области международного менеджмента и связи привлекают в университет зарубежных студентов.

## Экономика
Корпорации, которые находятся в Хильдесхайме:
- Bosch, производитель автомобильного и промышленного оборудования;
- Blaupunkt, дочерняя компания в концерне «Robert Bosch Corporation GmbH»;
- The Coca-Cola Company;
- Fairchild;
- Thyssen, оконные системы;
- Krupp, крупнейший концерн по производству листовой нержавеющей стали.
- Mettler-Toledo Garvens GmbH

## Политика
Список мэров города с 1803 года по настоящее время
| Год       | Имя                        |
| --------- | -------------------------- |
| 1803—1843 | Георг Отто Фердинанд Лоде  |
| 1843—1848 | Карл Кристоф Люнтцель      |
| 1848—1852 | Домайер                    |
| 1853—1875 | Паул Йоханн Фридрих Бойзен |
| 1876—1895 | Густаф Струкманн           |
| 1895—1896 | Ханс Укерт                 |
| 1896—1909 | Густаф Струкманн           |
| 1909—1937 | Эрнст Эрлихер              |
| 1945—1946 | Эрих Брушке                |
| 1946—1950 | Альбин Хунгер              |
| 1950—1952 | Фридрих Лекве              |
| 1952—1958 | Альбин Хунгер              |
| 1958—1959 | Паул Линке                 |
| 1959—1964 | Мартин Бойкен              |
| 1964—1968 | Фридрих Немш               |
| 1968—1972 | Мартин Бойкен              |
| 1972—1975 | Фридрих Немш               |
| 1975—1981 | Хайко Клинге               |
| 1981—1991 | Герольд Клемке             |
| 1991—2001 | Курт Махенс                |
| 2001—2005 | Др. Ульрих Кумме           |
| с 2005    | Курт Махенс                |

## СМИ и связь
- Hildesheimer Relation, является одной из самых первых газет в Германии, издается с XVII века (1619—1620).
- 10 июля 1908 года была открыта первая телефонная станция.

## Транспорт
Хильдесхайм имеет эффективную транспортную инфраструктуру — региональный центр для железной дороги (Intercity-Express), связан с автострадой (Autobahn), имеет гавань в Среднегерманском канале.

## Города-побратимы
- Ангулем, Франция, с 1965 года
- Эль-Минья, Египет, с 1975 года
- Уэстон-сьюпер-Мэр, Великобритания, с 1983 года
- Паданг, Индонезия, с 1988 года
- Галле, Германия, с 1990 года
- Геленджик, Россия, с 1992 года
- Павия, Италия, с 2000 года

## Фотогалерея
- Историческая карта Хильдесхайма, 1910
- Ратуша, главная площадь, 1895
- Knochenhauer-Amtshaus, 1890-1905
- St. Andreas
- Kaiserhaus